# Ett ruttet arv
Ett ruttet arv (spanska: Legado)  är en spansk dramaserie som hade premiär den 16 maj 2025 på strömningstjänsten Netflix. Seriens första säsong som består av åtta avsnitt, och är skapad av Pablo Alén, Breixo Corral och Carlos Montero.

## Handling
En mediamogul återvänder till jobbet efter en tids sjukdom och upptäcker att hans barn har skött hans affärer med skumma metoder, och nu måste han kämpa för att rädda sitt imperium.

## Rollista (i urval)
- José Coronado - Federico Seligman
- Belén Cuesta - Yolanda Seligman
- Diego Martín - Andrés Seligman
- Natalia Huarte - Guadalupe Seligman
- María Morera - Lara Seligman
- Susi Sánchez
- Mireia Portas